# Möbiusova funkcija
Möbiusova funkcija je v matematiki pomembna multiplikativna funkcija, ki se največ uporablja v teoriji števil in kombinatoriki, ter tudi pri nekaterih problemih teorije grafov.
Funkcijo je leta 1832 vpeljal nemški matematik in astronom August Ferdinand Möbius. Klasična Möbiusova funkcija je posebni primer splošnega objekta v kombinatoriki.

## Opredelitev
Möbiusova funkcija, po navadi označena z {\displaystyle \mu (n)\,}, je določena za vsa pozitivna naravna števila. Lahko zavzema tri različne vrednosti {-1, 0, 1}, kar je odvisno od razcepa danega števila {\displaystyle n\,} na prafaktorje. Določena je z:
{\displaystyle \mu (n)={\begin{cases}1;&n=1,\\(-1)^{k};&n=\prod p^{k},\\0;&p^{2}\vert n\!\,.\end{cases}}}
Zgoraj je {\displaystyle p\,} praštevilo. Pri {\displaystyle \mu (n)\neq 0\,} je {\displaystyle n\,} deljiv brez kvadrata, drugače pa je deljiv s kvadratom. Vrednost {\displaystyle \mu (0)\,} je v splošnem nedoločena. Maple za {\displaystyle \mu (0)\,} vrne -1.
Če je za dano celo število {\displaystyle n\,} vrednost Möbiusove funkcije enaka 1, ima {\displaystyle n\,} sodo število različnih prafaktorjev. Če je enaka -1 ima {\displaystyle n\,} liho število različnih prafaktorjev.
Če se definira dve funkciji:
- {\displaystyle \omega (n)\,}, število različnih praštevil, ki delijo število {\displaystyle n\,},
- {\displaystyle \Omega (n)\,}, število vseh prafaktorjev števila {\displaystyle n\,}, šteto s ponovitvami.

Očitno velja:
{\displaystyle \omega (n)\leq \Omega (n)\!\,.}
S funkcijama je potem Möbiusova funkcija določena kot:
{\displaystyle {\begin{aligned}\mu (n)&={\begin{cases}(-1)^{\omega (n)}=(-1)^{\Omega (n)}=\lambda (n);&\;\omega (n)=\Omega (n),\\0;&\;\omega (n)<\Omega (n)\!\,,\end{cases}}\\&=\delta _{\omega (n)}^{\Omega (n)}\lambda (n)\!\,,\end{aligned}}}
kjer je {\displaystyle \lambda (n)\,} Liouvillova funkcija, {\displaystyle \delta } pa Kroneckerjeva delta.
Zgledi:
{\displaystyle n=1000=2^{3}\cdot 5^{3}:\quad \omega (1000)=2<\Omega (1000)=6\Rightarrow \mu (1000)=0\!\,,}
{\displaystyle n=1002=2\cdot 3\cdot 167:\quad \omega (1002)=\Omega (1002)=3\Rightarrow \mu (1002)=(-1)^{3}=-1\!\,,}
{\displaystyle n=1003=17\cdot 59:\quad \omega (1003)=\Omega (1003)=2\Rightarrow \mu (1003)=(-1)^{2}=1\!\,.}
Za vsa klinasta števila je Möbiusova funkcija enaka -1. Enaka je -1 tudi za vsa praštevila, obratno pa ne velja.
Prve vrednosti Möbiusove funkcije so (OEIS A008683) ({\displaystyle n\geq 1\,}):
1, -1, -1, 0, -1, 1, -1, 0, 0, 1, -1, 0, -1, 1, 1, 0, -1, 0, -1, 0, 1, 1, -1, 0, 0, ...

## Značilnosti in uporabe
Möbiusova funkcija nastopa v Möbiusovi inverzni formuli.
Uporaba Möbiusove funkcije v kombinatoriki je povezana s Pólyevim izrekom pri kombinatoričnih grupah in kombinatoričnem preštevanju.
V teoriji števil je pomembna vsota, ki se imenuje tudi Mertensova funkcija:
{\displaystyle M(n)=\sum _{k=1}^{n}\mu (k)\!\,.}
Ta funkcija je v tesni zvezi z lego ničel Euler-Riemannove funkcije ζ. Zvezo med obnašanjem funkcije {\displaystyle M(n)\,} in Riemannovo domnevo je poznal že Stieltjes (glej Mertensova domneva).
Obrat funkcije ζ se lahko izrazi s pomočjo Möbiusove funkcije {\displaystyle \mu (n)\,}:
{\displaystyle {\frac {1}{\zeta (s)}}=\sum _{n=1}^{\infty }{\frac {\mu (n)}{n^{s}}}\!\,}
za vsako kompleksno število {\displaystyle s\,} z realnim delom > 1. To dejstvo skupaj z vrednostjo funkcije {\displaystyle \zeta (2)\,} se lahko uporabi za dokaz, da je verjetnost, da sta si dve naključno izbrani celi števili tuji enaka {\displaystyle 6/\pi ^{2}\,}.
Lambertova vrsta za Möbiusovo funkcijo je:
{\displaystyle \sum _{n=1}^{\infty }{\frac {\mu (n)q^{n}}{1-q^{n}}}=q\!\,.}

## Razredi števil glede na Möbiusovo funkcijo
{\displaystyle \mu (n)=0\,}, če je {\displaystyle n\,} deljiv s kvadratom. Prva števila s to značilnostjo so (OEIS A013929): 
4,  8,  9, 12, 16, 18, 20, 24, 25, 27, 28, 32, 36, 40, 44, 45, 48, 49, 50, 52, 54, 56, 60, 63, ...
Če je {\displaystyle n\,} praštevilo, je {\displaystyle \mu (n)=-1\,}, obratno pa ne velja. Prvo sestavljeno število {\displaystyle n\,}, za katerega je {\displaystyle \mu (n)=-1\,}, je 30 = 2 · 3 · 5. Prva takšna števila s tremi različnimi prafaktorji (klinasta števila) so (OEIS A007304):
30,  42,  66,  70,  78, 102, 105, 110, 114, 130, 138, 154, 165, 170, 174, 182, 186, 190, 195, 222, ...
in prva takšna števila s petimi različnimi prafaktorji so (OEIS A046387):
2310, 2730, 3570, 3990, 4290, 4830, 5610, 6006, 6090, 6270, 6510, 6630, 7410, 7590, 7770, 7854, 8610, 8778, 8970, 9030, 9282, 9570, 9690, ...

## Posplošitve

### Incidenčna algebra
V kombinatoriki ima vsaka lokalno končna delno urejena množica incidenčno algebro. En pomemben član te algebre je »Möbiusova funkcija« množice. Klasična Möbiusova funkcija je popolnoma enaka Möbiusovi funkciji množice vseh pozitivnih celih števil urejenih glede na deljivost.

### Popovicijeva funkcija
Popovici je definiral posplošeno Möbiusvo funkcijo {\displaystyle \mu _{k}=\mu \star \cdots \star \mu \,}, ki je {\displaystyle k\,}-tera Dirichletova konvolucija Möbiusove funkcije s samo seboj. Tako je spet multiplikativna funkcija z:
{\displaystyle \mu _{k}(p^{a})=(-1)^{a}{\binom {k}{a}}\!\,,}
kjer je binomski koeficient enak 0 pri {\displaystyle a>k\,}. Definicija se lahko razširi na kompleksni {\displaystyle k\,}, če se binom prebere kot polinom v {\displaystyle k\,}.

## Fizika
Möbiusova funkcija se pojavlja tudi v modelu primonskega plina, oziroma prostega riemannovskega plina supersimetrije. V tej teoriji imajo osnovni delci ali »primoni« energije {\displaystyle \log \,p\,}. Pri drugi kvantizaciji se upoštevajo vplivi več delcev, ki so dani z {\displaystyle \log \,n\,} za poljubno naravno število {\displaystyle n\,}. To izhaja iz dejstva da je razcep naravnih števil v prafaktorje enoličen. Primonski plin je model, ki na preprost način ponazarja nekatere povezave med teorijo števil, kvantno teorijo polja in dinamičnimi sistemi. Zamisel primonskega plina je uvedel francoski fizik Bernard Julia. 
V prostem riemannovskem plinu se lahko pojavi poljubno naravno število, če se primone obravnava kot bozone. Če se jih obravnava kot fermione, potem zaradi Paulijevega izključitvenega načela kvadrati ne pridejo v poštev. Operator (−1)F, ki razlikuje fermione od bozonov, ni nič drugega kot Möbiusova funkcija {\displaystyle \mu (n)\,}.
Prosti riemannovski plin ima še druge zanimive povezave s teorijo števil, vključno z dejstvom da je particijska funkcija iz statistične mehanike Riemannova funkcija ζ(·). Ta zamisel tvori osnovo poskusa dokaza Riemannove domneve Alaina Connesa, prejemnika Fieldsove medalje leta 1982.